# Miss Gsptlsnz
Miss Gsptlsnz (si pronuncia/ɡɪzˈpɪtlɛznɛz/ giz-PIT-lez-nez), nota anche come Gizbie, è un personaggio dei fumetti pubblicati dalla DC Comics che comparve nella serie animata Le avventure di Superman.

## Biografia del personaggio
Gizbie comparve per la prima volta nella serie animata Le avventure di Superman degli anni novanta, come  fidanzata di Mister Mxyzptlk. Comparve negli episodi Mxyzpizilated e Little Big Head Man, nelle stesse scene in cui Mxyzptlk pronuncia il suo nome e diventa un personaggio dei fumetti. La striscia viene accreditata a Siegel e Shuster.